# Trimerotropis
Trimerotropis é um género de insecto da família Acrididae.
Este género contém as seguintes espécies:
- Trimerotropis infantilis
- Trimerotropis occidentaloides
- Trimerotropis occulens
- Trimerotropis pallidipennis